# Badhotellet (TV-serie)
För olika betydelser av "Badhotellet", se Badhotellet
Badhotellet (danska: Badehotellet) är en dansk TV-serie, inspelad i Svinkløv, Slettestrand och Grønnestrand på norra Jylland. De flesta scenerna är dock inspelade i Risbystudierne i Albertslund i Storköpenhamn på Sjælland. Serien hade premiär i Danmark den 30 december 2013 på TV2. Serien sändes första gången i Sverige på TV4 under våren 2014. Följande säsonger visades våren 2015, 2016, 2017 och 2018, samt senaste säsongerna sommaren 2019, våren 2020 och våren 2021. Samtliga säsonger har sänts på TV4. Seriens producent är Michael Frandsen.

## Handling
Seriens början utspelar sig under sommaren 1928 och handlingen kretsar runt de välbärgade gästerna samt personalen på Andersens Badehotell utanför Skagen. I den sjätte säsongen har man kommit fram till 1939. Den sjunde säsongen utspelar sig sommaren 1940, den åttonde sommaren därpå, och i den nionde har man kommit fram till 1945. Historiska händelser under dessa år vävs in i handlingen, och man får uppleva hur seriens karaktärer påverkas i olika omfattning. Börskraschen 1929 och andra världskriget 1939-1945 har stor inverkan på såväl gäster som personal. Danmark var ockuperat under kriget, vilket självklart får stora konsekvenser för individerna. Trots dessa allvarliga inslag är serien fylld av humor och värme. 

## Rollista i urval
- Rosalinde Mynster – Fie Kjær
- Morten Hemmingsen – Morten Enevoldsen
- Amalie Dollerup – Amanda Madsen
- Ole Thestrup – herr Julius Andersen
- Bodil Jørgensen – fru Molly Andersen
- Martin Greis - Poul Andersen
- Ulla Vejby – Edith
- Merete Mærkedahl – Otilia
- Ena Spottag – Martha
- Lars Ranthe – grosshandlare Georg Madsen
- Anne Louise Hassing – Therese Madsen
- Alberte Blichfeldt – Vera Madsen (säsong ett och två)
- Julie Brochorst Andersen – Vera Madsen (säsong sex)
- Jens Jacob Tychsen – skådespelare Edward Weyse
- Bjarne Henriksen – direktör Otto Frigh
- Anette Støvelbæk – Alice Frigh
- Peter Hesse Overgaard – kontorschef Hjalmar Aurland
- Cecilie Stenspil – Helene Aurland
- Birthe Neumann – fru Olga Fjeldsø
- Martin Buch – Adam Fjeldsø, hennes son
- Sonja Oppenhagen – Lydia Vetterstrøm
- Mads Wille – greve Ditmar
- Benedikte Hansen – grevinnan Anne-Grethe
- Waage Sandø – greve Valdemar
- Kristian Halken – Peter Andreas Kjær (Fies far)
- Mia Helene Højgaard – Ane Kjær (Fies syster)
- Anders Juul – Max Berggren
- Sigurd le Dous – Philip Dupont
- Lykke Scheuer – fröken Malling
- Lykke Sand - Johanne
- Peter Gilsfort - Lantbetjent Alfred Jensen
- Søren Sætter-Lassen – August Molin
- Lisa Werlinder – Alma Molin
- Anton Rubtsov - Löjtnant Uwe Kiessling
- Jens Jørn Spottag - Bent Ødegaard Andersen
- Sverrir Gudnason – kapten Ernst Bremer
- Thure Lindhardt – regissör Gerhard Flügelhorn